# Вејкфилд (Мичиген)
Вејкфилд (енгл. Wakefield) је град у америчкој савезној држави Мичиген. По попису становништва из 2010. у њему је живело 1.851 становника.

## Демографија
Према попису становништва из 2010. у граду је живело 1.851 становника, што је -234 (-11.2%) становника више него 2000. године.
| Група             | 2000.         | 2010.         |
| Белци             | 2.045 (98,1%) | 1.783 (96,3%) |
| Афроамериканци    | 0 (0,0%)      | 1 (0,1%)      |
| Азијати           | 1 (0,0%)      | 8 (0,4%)      |
| Хиспаноамериканци | 4 (0,2%)      | 19 (1,0%)     |
| Укупно            | 2.085         | 1.851         |